# 豐田Hilux
豐田Hilux（日语： Toyota Hairakkusu）是日本豐田汽車生產的農夫車，1968年至今已經生產到第八代，以耐用及可靠見稱，曾被用作極地運輸工具及沙漠越野賽車，在車斗搭載重機槍於戰地中亦頗為常見。由於集四驅及運載功能於一身，而且售價大眾化，一般頗受建築業界歡迎。

## 第一代（N10；1968年至1972年）

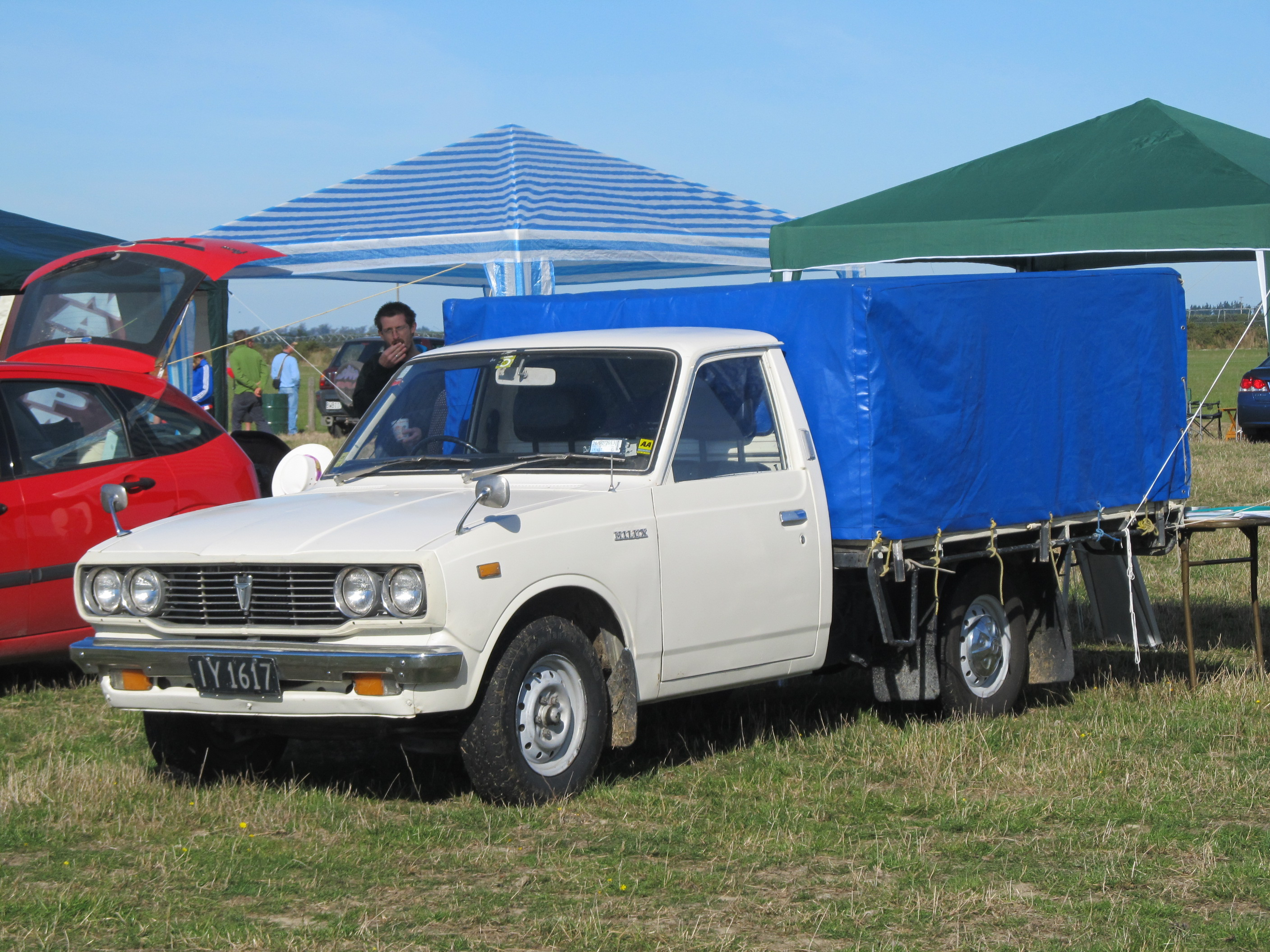
小改款

## 第三代（N30、N40；1978年至1983年）
| weight = 
- 1,180（2,600磅） (2WD)
- 1,320（2,910磅） (4WD)

}}